# Marianne Watz
Marianne Karin Ingeborg Watz, född 7 april 1940 i Uppsala, är en svensk politiker (moderat). Hon var riksdagsledamot 2006–2010 (statsrådsersättare respektive tjänstgörande ersättare), invald för Stockholms kommuns valkrets.

## Biografi
Watz är filosofie magister och har bland annat arbetat som lärare i franska och spanska.[källa behövs]

### Riksdagsledamot
Watz kandiderade i riksdagsvalet 2006 och blev ersättare. Hon var statsrådsersättare respektive tjänstgörande ersättare för Mikael Odenberg 16 november 2006–17 september 2007, statsrådsersättare för Lena Adelsohn Liljeroth 18 september 2007–7 maj 2008 och statsrådsersättare för Beatrice Ask från och med 7 maj 2008.
I riksdagen var Watz suppleant i konstitutionsutskottet och socialförsäkringsutskottet.
Hon har bland annat motionerat om ordensreformen, med inlämnade motioner 2007, 2008, och 2009 vari hon föreslog att reformen skulle upphävas och ordensväsendet återinföras, men konstitutionsutskottet och kammaren avslog samtliga motioner.